# Prosoplus latefasciatus
Prosoplus latefasciatus är en skalbaggsart som beskrevs av Stefan von Breuning 1959. Prosoplus latefasciatus ingår i släktet Prosoplus och familjen långhorningar. Inga underarter finns listade i Catalogue of Life.